# Наукове дослідження

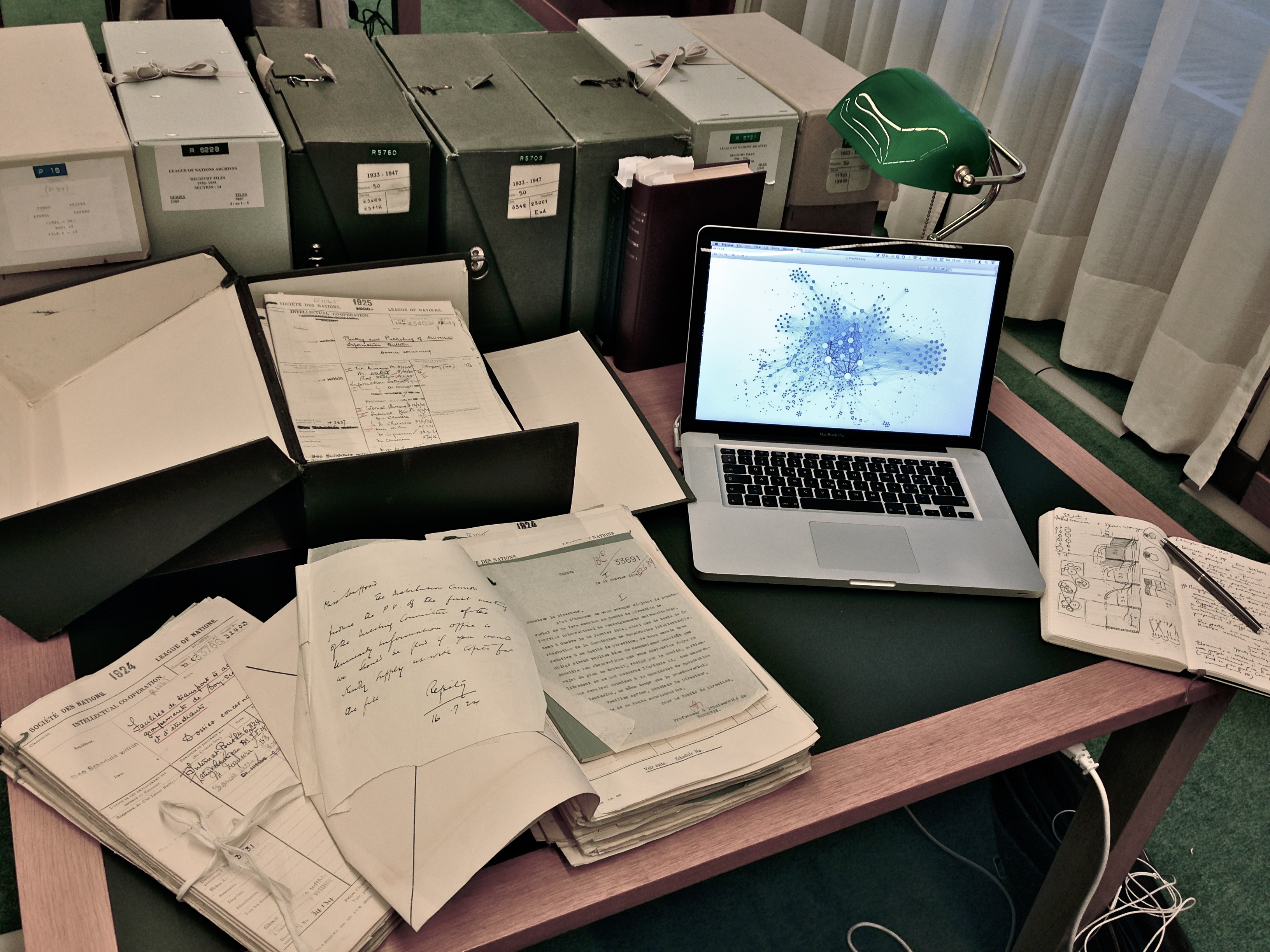
Робочий стіл дослідника. Початок ХХІ ст.

Наукове дослідження — процес вивчення певного об'єкта (предмета або явища) за допомогою наукових методів, що має на меті встановлення закономірностей його виникнення, розвитку і перетворення в інтересах раціонального використання у практичній діяльності людей.

## Складові

### Поняття теми дослідження та її формулювання
Див. також: Тема наукового дослідження
Оскільки наукова проблема є сукупністю складних теоретичних або практичних питань, то в процесі наукового дослідження проблему поділяють на складові компоненти — теми.
Тема — частина наукової проблеми, яка охоплює одне або декілька питань дослідження.
Тема — це не просто назва наукової роботи, а намічений результат дослідження, який спрямований на вирішення конкретного питання. Це відображення наукової проблеми в її характерних рисах, тому формулювання теми уточнює проблему, окреслює межі дослідження, конкретизує основний задум. Разом з цим тема є основною планово-обліковою одиницею при організації наукових досліджень.
За напрямами теми поділяють на теоретичні, методологічні та організаційні.
Теоретичні теми передбачають дослідження окремих концепцій теорії відповідної науки, які стосуються її наукових законів.
Методологічні теми стосуються елементів методів конкретних наук, що застосовуються у процесі вивчення їх об'єктів.
Організаційні теми включають організацію досліджень за конкретними науковими напрямами і застосування одержаних результатів у практичній діяльності.
За причиною виникнення розрізняють три види тем: теми, які виникають у результаті розвитку проблем, над якими працює даний науковий колектив; ініціативні теми; «теми на замовлення».
Процес формування теми дослідження включає такі етапи: — вибір теми; — обґрунтування, уточнення теми; — конкретизація теми; — формулювання назви теми; — затвердження теми.

### Об'єкт і предмет дослідження
У методології наукових досліджень розрізняють поняття «об'єкт» і «предмет» пізнання.
Об'єктом пізнання прийнято називати те, на що спрямована пізнавальна діяльність дослідника. Об'єктом наукового дослідження є навколишній матеріальний світ, та форми його відображення у свідомості людей, які існують незалежно від нашої свідомості, відбираються відповідно до мети дослідження. Досліджувати можна не тільки емпіричний об'єкт (наприклад, якість продукції, собівартість виробів), а й теоретичний (наприклад, дія закону вартості).
Предмет дослідження — це властивість, характеристика об'єкта дослідження. Наприклад, всі суспільні науки взагалі вивчають один об'єкт — суспільство, проте воно (суспільство) має різні властивості або предмети
- політична економія — система виробничих відносин;
- економічна статистика — кількісна характеристика економічних явищ;
- бухгалтерський облік, аналіз і аудит — господарську діяльність підприємців та ін.

Предмет конкретизує певний бік об'єкту, отже є його частиною.

### Мета і завдання дослідження
Виходячи з назви наукової роботи, визначеного об'єкта та предмета, формулюється мета дослідження, що характеризує, яку найбільш важливу проблему або завдання має намір вирішити дослідник.
Мета дослідження — це очікуваний кінцевий результат, який зумовлює загальну спрямованість і логіку дослідження (теоретичного або прикладного).
Мета визначається відповіддю на запитання: «Для чого проводиться дослідження?». Чітке формулювання конкретної мети — одна з найважливіших методологічних вимог до про-грами наукового дослідження. Мета дослідження полягає у вирішенні наукової проблеми шляхом удосконалення вибраної сфери діяльності конкретного об'єкта. Поставленої мети треба обов'язково досягти, на завершальному етапі досліджень необхідно перевірити, чи від-повідають висновки поставленій меті. Мета формулюється лаконічно, вона повинна точно виражати те основне, що намагається зробити дослідник.
Мета конкретизується та розвивається у завданнях дослідження. Завдання дослідження визначають для того, щоб більш конкретно реалізувати його мету.
Завдання наукового дослідження, як правило, полягають у такому:
- вирішення теоретичних питань, які пов'язані з проблемою дослідження (введення до наукового обігу нових понять, розкриття їх сутності і змісту; розроблення нових критеріїв і показників; розроблення принципів, умов і факторів застосування окремих методик і методів);
- виявлення, уточнення, поглиблення, методологічне обґрунтування суттєвості, природи, структури об'єкта, що вивчається; виявлення тенденцій і закономірностей процесів; аналіз реального стану предмета дослідження, динаміки, внутрішніх протиріч розвитку;
- виявлення шляхів та засобів удосконалення явища, процесу, що досліджується (практичні аспекти роботи); обґрунтування системи заходів, необхідних для вирішення приклад-них завдань;
- експериментальна перевірка розроблених пропозицій щодо розв'язання проблеми, підготовка методичних рекомендацій для їх використання на практиці.

Завдання повинні розглядатись як основні етапи наукового дослідження. Частіше за все формулювання таких завдань здійснюється у вигляді певного набору підпитань. Наприклад, «виявити…», «розробити…», «експериментально перевірити…» тощо.
Формулювання мети і визначення завдань наукового дослідження — один з найважливіших творчих етапів розв'язання проблеми. Мета і завдання дослідження повинні бути чітко викладені, передбачати розроблення нових напрямів розвитку або удосконалення існуючої методології чи створення нових методик.

### Методи дослідження
Характерною рисою наукового дослідження, яка вирізняє його від інших видів дослідження, є використання наукових методів. Визначальною рисою наукового методу є вимога об'єктивності, що виключає суб'єктивне тлумачення результатів, та можливості верифікації отриманих результатів. Не повинні прийматися на віру будь-які твердження, навіть якщо вони виходять від авторитетних вчених. Методи поділяються на дві групи: теоретичні та емпіричні.

### Види досліджень
- Фундаментальне дослідження, розпочате головним чином, щоб виробляти нові знання незалежно від перспектив застосування.
- Прикладне дослідження має на меті одержання і використання знань для практичних цілей.

## Системний підхід у наукових дослідженнях
Системний підхід — методологічний напрямок у науці, задача якого полягає в розробленні методів дослідження і конструювання об'єктів, які мають складну організацію, — систем різних типів і класів.
Разом з цим системний підхід виступає і як метод наукового дослідження. При цьому системний підхід не існує у вигляді строгої методологічної концепції. Швидше за все це свого роду сукупність пізнавальних правил, дотримання яких дозволяє певним чином зорієнтувати конкретні дослідження. Сутність системного підходу полягає в представленні об'єкта дослідження як системи, тобто цілісної сукупності взаємозв'язаних елементів.
Основними принципами системного підходу є такі:
- принцип цілісності — зобов'язує розглядати систему як цілісний об'єкт, якості якого не зводяться до властивостей окремих його елементів;
- принцип всебічності — вимагає враховувати всі внутрішні зв'язки і відносини системи, усі фактори, які впливають на її функціонування;
- принцип системоутворюючих відносин;
- вимагає визначення саме тих зв'язків між частинами (елементами) системи, які забезпечують її цілісність, існування і розвиток;
- принцип субординації — вимагає при дослідженні будувати ієрархію елементів і відносин за будь-якими чітко визначеними критеріями (мобільність, адекватність, керованість тощо);
- принцип динамічності — згідно з цим принципом всі характеристики системи необхідно розглядати не як постійні, а як змінні аж до прямо протилежного значення порівняно з початковим;
- принцип випереджаючого відображення — передбачає наявність постійної актуальної проблематики, тобто вимагає не констатації поточного стану системи, а прогнозування її найімовірнішого стану в майбутньому.

На відміну від класичного системний підхід базується на послідовному переході від загального до часткового, коли в основу розгляду покладено кінцеву мету, заради якої і створюється система.

## Порядок здійснення наукового дослідження. Етапи НДР
Проведення наукового дослідження започатковується розробленням програми. Програма визначає проблему, мету, завдання дослідження, методи їх вирішення, а також основні шляхи і форми впровадження в практику очікуваних результатів.
Створення програми розпочинається з розроблення концепції дослідження, що визначає його загальний задум, основну ідею. Концептуальні положення фіксують у методологічному розділі програми.
Методологічний розділ включає: — вибір теми дослідження; — проблемну ситуацію, яка зумовлює необхідність проведення дослідження (чому про-водиться); — визначення об'єкта і предмета дослідження; — структурний (логічний) аналіз об'єкта; — визначення мети і основних завдань дослідження; — обґрунтування робочих гіпотез (гіпотези не є обов'язковим елементом програми);
Наступний, методико-процедурний, розділ включає розроблення методології, методики і техніки дослідження як взаємозв'язаних компонентів.
Рівень достовірності основних результатів наукового дослідження значно підвищується, якщо вони базуються на експериментальних даних. Тому програма повинна включати розділ експериментальних досліджень. Наукова значущість експериментальних досліджень залежить від їхньої спрямованості, змісту, рівня використання різного роду характерних ознак і отримання конкретних результатів. Характерними ознаками можна вважати: спосіб формування умов (природні, штучні); мету експериментального дослідження (перетворювальна, констатуюча, контролююча, пошукова); форму проведення (лабораторна, польова); структуру об'єктів і явищ, що вивчаються (проста, складна); кількість варіантних факторів (однофакторні і багатофакторні).
Завершується експеримент переходом від емпіричного вивчення до обробки отриманих даних, логічних узагальнень, аналізу і теоретичної інтерпретації отриманого фактичного матеріалу.
Результати наукового дослідження подаються у вигляді підсумкового документа: інформації, інформаційної записки, аналітичної записки чи звіту про науково-дослідну роботу.
Конкретний склад етапів програми, характер виконуваних у їх рамках робіт визначаються специфікою наукового дослідження.
Етап — логічно обґрунтований розділ наукового дослідження, що має самостійне значення і що є об'єктом планування і фінансування.
Основні етапи науково-дослідної роботи (НДР):
1. розроблення технічного завдання на НДР;
2. вибір напряму дослідження;
3. проведення теоретичних і експериментальних досліджень;
4. узагальнення і оцінка результатів досліджень

Основні вимоги до НДР, що проводяться, встановлюються в технічному завданні, в якому зазначаються: мета і завдання дослідження; основні етапи НДР; терміни початку і закінчення НДР; кінцевий результат дослідження; порядок приймання роботи; техніко-економічне обґрунтування доцільності виконання НДР.

## Інформаційне забезпечення наукових досліджень
Проведення наукових досліджень вимагає відповідного інформаційного забезпечення. Забезпечення — це те, за допомогою чого створюються умови для реалізації вказаного процесу.
Інформаційне забезпечення — це сукупність інформації та способів її пошуку, обробки, накопичення, збереження, систематизації та узагальнення з метою використання в процесі наукового дослідження. Завданням інформаційного забезпечення є інформування науковців про стан об'єктів, що досліджуються. Крім того, інформаційне забезпечення є засобом комунікації (обміну інформацією) науковців. Класифікувати інформаційне забезпечення науково-дослідного процесу можна за такими ознаками: професійно-інформаційна комунікація; пізнавальність інформації; зміст інформаційного забезпечення. Комунікаційне забезпечення ґрунтується на професійно-інформаційних контактах науковців (конференції, симпозіуми, наради, наукові семінари тощо). З точки зору пізнавального характеру інформації інформаційне забезпечення можна поділити на забезпечення новою інформацією та забезпечення релевантною інформацією, яка використовувалася раніше.
За змістом інформації інформаційне забезпечення науково-дослідного процесу поділяється на:
- законодавче (закони і нормативні акти, Укази Президента України, Постанови та розпорядження Уряду України);
- планове (інформація з планів економічного і соціального розвитку);
- нормативно-довідкове (норми та нормативи);
- договірне (інформація з договорів між економічними суб'єктами);
- технологічне (технічна документація, стандарти, технічні умови, проектно-технічна документація);
- організаційно-управлінське (юридично-правові та організаційно-розпорядчі документи, службове листування);
- фактографічне (звітність, дані бухгалтерського, статистичного та оперативного обліку);
- інформаційно-пошукове (патентний пошук, літературний огляд тощо).

### Пошук необхідної інформації
Наукові дослідження в будь-якій галузі науки повинні базуватися на надійній та достовірній інформації. Обов'язковою вимогою до дослідника є всебічне та глибоке вивчення ним досвіду попередників, які займалися вирішенням як обраної, так і суміжних проблем.
На початковому етапі наукової роботи вивчення літературних джерел дозволяє обрати та конкретизувати тему дослідження, визначити його об'єкт, розробити теоретичні передумови майбутньої наукової роботи, допомагає визначити актуальність обраної теми дослідження.
Інформаційна база дослідження відіграє важливу роль у створенні гіпотези, яка є відправною точкою у наукових дослідженнях. Інформація відіграє визначальну роль у вивченні історії проблеми, що досліджується. Знання історії питання й методик дослідження, що використовувалася раніше, дозволяє уникнути дублювання виконаних робіт і повторення помилок, а також розглянути предмет у динаміці, простежити загальні тенденції та подальші шляхи його розвитку і на цій основі будувати науковий прогноз.
Для інформаційного пошуку необхідно використовувати інформаційні видання органів НТІ, автоматизовані інформаційно-пошукові системи, бази даних, банки даних, Internet. Дані пошуку можуть бути використані безпосередньо, однак найчастіше вони використовуються для виявлення первинних джерел інформації, якими є наукові праці (монографії, збірники) та інші, необхідні для наукової роботи видання. Так забезпечується повнота інформаційної бази дослідження.
Пошук інформації в бібліотеці
Бібліотека — культурно-освітній заклад, що збирає друковані та рукописні матеріали, здійснює їх спеціальне опрацювання, організовує збереження та забезпечення книгами читачів.
Бібліотечний фонд — це сукупність відповідним чином впорядкованих джерел інформації, нагромаджених за певний період часу, які підлягають обліку та зберіганню відповідно до чинного законодавства.
Структура бібліотечних фондів може бути різною. Бібліотечний фонд неможливо опрацювати, не використовуючи бібліотечні каталоги.
Бібліотечний каталог — це перелік творів друку й інших документів, наявних у фонді бібліотеки або групи бібліотек, складений у певному порядку, який є засобом повідомлення про склад і зміст бібліотечного фонду. Алфавітному каталогу належить основне місце. За ним можна встановити наявність у бібліотеці творів того чи іншого автора або визначеної книги, автор чи назва якої відомі. У систематичному каталозі картки згруповані в логічному порядку за окремими галузями знань. За його допомогою можна з'ясувати, за якими галузями знань та які саме видання є в бібліотеці, підібрати необхідну літературу, а також встановити автора та назву книги, якщо відомий її зміст. У предметному каталозі, як і у систематичному, література групується за її змістом. Однак на відміну від систематичного в предметному каталозі література об'єднана в певні рубрики незалежно від того, з яких позицій вони викладені. Через це в предметному каталозі в одному місці знаходяться матеріали, які в систематичному каталозі були б розкидані в різні ящики.
Неможливо не згадати про картотеку, що є переліком всіх матеріалів за окремо визначеною тематикою. Бібліотечні каталоги та картотеки не існують окремо, навпаки, вони пов'язані та взаємно доповнюють один одного, полегшують читачам пошук необхідного джерела та максимально повно відтворюють бібліотечний фонд.
Комп'ютерні технології пошуку інформації
Сучасні технології дозволяють здійснювати пошук інформації через мережу Internet за допомогою пошукових систем та у бібліотеках. Мережа Internet є глобальною системою з'єднаних комп'ютерних мереж, складовими якої є електронна пошта та всесвітня мережа www (абревіатура від World Wide Web — світове павутиння). Головним принципом використання Internet є відкритість. Internet складається з сотень вільно об'єднаних мереж, і немає жодної окремої групи людей або організації, що відповідають за його роботу. Багато компаній цілодобово працюють в Internet, а інші підключають свої комп'ютери до Internet тимчасово. В цьому полягає одна з найвагоміших переваг Internet — він може працювати, коли окремі комп'ютери не підключені до мережі або пошкоджені.
Всесвітня мережа www — всесвітньо розподілена база гіпертекстових документів. На кожному комп'ютері, що має постійне підключення до Internet, можна розмістити документи, які планується зробити загальнодоступними. Тоді цей комп'ютер стає Web — сервером. Для перегляду змісту серверів користувач повинен мати спеціальну програму — Web — броузер.
При здійсненні пошуку необхідної інформації в Internet є декілька методів. По-перше, слід скористатися каталогами Internet — ресурсів, що містять вже згруповану інформацію у вигляді посилань на Web — сервери. Прикладами таких англомовних каталогів є www.yahoo.com, www.altavista.com, www.google.com, українських — www.meta-ukraine.com. Через Internet можна знайти книги, журнали, дисертації, автореферати та іншу потрібну для наукової роботи літературу. Корисність цього способу полягає у тому, що можна працювати з каталогами бібліотек без відриву від роботи. Перед відвіданням бібліотеки для роботи з літературою проводиться пошук джерел, який можна здійснювати як в систематичному, так і в алфавітному каталогах. При пошуку інформації в Internet — бібліотеках використовуються загальні правила пошуку інформації в електронних базах даних.

### Порядок обробки та групування інформації
Згідно з обраною темою наукової роботи дослідник самостійно підбирає літературні джерела (книги, брошури, статті), офіційні документи, накопичує відомчі матеріали з теми та опрацьовує їх. Порядок роботи над літературними джерелами включає бібліографічний пошук літератури з теми досліджень, її вивчення, фіксацію початкових даних і їх використання у процесі наукового дослідження для створення нових знань. Робота з друкованими та електронними джерелами інформації передбачає: загальне ознайомлення (ознайомлення зі змістом і швидкий перегляд джерела); уважне читання по розділах (виділення найважливішого тексту); вибіркове читання тексту (перечитування найважливішого); складання плану прочитаного матеріалу (постановка проблем); виписка з прочитаного (повніше та чіткіше — цитата і бібліографічний опис із зазначенням тих сторінок, звідки взята цитата); оформлення картотек (бібліографічна картотека, картотека виписок, картотека рефератів, картотека іноземної літератури); зіставлення та критична оцінка прочитаного (запис зауважень).
При роботі із друкованими та електронними джерелами інформації дослідник робить виписки окремих речень або абзаців. При цьому необхідно уникати накопичення матеріалу, що не стосується обраної теми та об'єкта дослідження. Досвід свідчить, що приблизно 30-40 % літературних джерел, початково відібраних за їх назвою, виявляються некорисними при роботі над темою. У процесі роботи над джерелами з'являються власні висновки, оцінки, узагальнення, передбачення у використанні інформації. Коли виписки здійснюються рукописним способом, їх необхідно записувати й виділяти в тексті позначками на полі у квадратних дужках або записувати іншим кольором. У цьому випадку окремі положення краще фіксувати на аркушах паперу тільки з одного боку, залишаючи великі поля. Це дає змогу у необхідних випадках робити додаткові вставки, паралельні виписки з інших книг для порівняння, а також викладу власної думки з цього питання. З цією метою можна використати картки з картону або цупкого паперу, наприклад, які зручно групувати за однорідністю питань, що вивчаються. Доцільно робити кольорові або шрифтові виділення нотаток. Однак у сучасних умовах набагато краще та зручніше використовувати для роботи над текстом персональний комп'ютер та спеціальне програмне забезпечення — текстові редактори, наприклад, Microsoft Word. При використанні комп'ютера процес початкового накопичення інформації значно спрощується. Виписки можна робити власноручно, записуючи текст у відповідний текстовий файл. Інший шлях — це сканування великих частин тексту сканером, а потім за необхідності його правка та коментар. Можна також використовувати програми для автоматичного перекладу. Незалежно від того, на якому носії (електронному чи на паперовому) зафіксована інформація із літературного джерела, вона повинна бути згрупована за однорідними ознаками для використання в процесі дослідження. Такою ознакою здебільшого є питання, які містяться у плані теми дослідження. Записи на паперових картках зручно групувати у спеціальні картотеки, але вони повинні мати картонні розподільники з індикаторами за планом дослідження. При використанні комп'ютерів варто накопичувати виписки в окремих файлах, що відповідають розділам роботи. Потім, у процесі вторинного групування матеріалу, необхідний текст буде переноситися в основний файл наукової роботи. У ході дослідження дослідник опрацьовує велику кількість літературних джерел, інформацію з яких неможливо запам'ятати чи виписати в повному обсязі, тому необхідно при її обробці використовувати такі способи фіксації інформації: анотація; резюме; тези; реферат; цитата; конспект; покажчики.
Анотація є стислою характеристикою книги, статті, рукопису тощо. За своїм характером анотації можуть бути довідковими та рекомендаційними, тобто такими, які містять критичну оцінку твору. Виходячи з вимог до анотації, її обсяг може бути від декількох слів до 10-15 рядків.
Резюме — це короткий підсумок прочитаного твору, в якому містяться висновки та головні підсумки.
Тези — положення, які коротко викладають одну з основних думок лекції, доповіді тощо.
Цитата — дослівний уривок з твору певного автора, що наводиться для підтвердження або заперечення висловлюваної думки. Шляхом цитування слід оформлювати найважливіші фрагменти авторського тексту.
Реферат — це скорочене викладення змісту наукового твору з основними даними та висновками. Реферат — це не механічний переказ роботи, а викладення її суті.
Посторінкові покажчики джерел. У процесі ознайомлення з джерелами інформації не потрібно поспішати відразу ж конспектувати прочитане, а доцільно складати посторінкові покажчики до джерел, які вивчаються. Дуже часто застосовують такий засіб обробки джерел як складання посторінкового списку (покажчика) цитат, які намагаються виписати. Потім, закінчивши читання книги, роблять виписки або складають конспект.

## Оформлення результатів наукової роботи Прийоми викладення матеріалів наукового дослідження
Див. також Мова та стиль наукової роботи
Автор наукової праці може застосовувати декілька методичних прийомів викладення наукових матеріалів: суворо послідовний; цілісний; вибіркове викладення.
Суворо послідовне викладення матеріалу наукової праці вимагає від автора послідовного викладення матеріалів — поки автор не закінчить повністю розділ, він не може переходити до наступного. Цей прийом потребує порівняно багато часу.
Цілісний прийом потребує значно меншого часу на підготовку чистового (кінцевого) варіанта рукопису і пов'язаний з розробленням спочатку попереднього варіанта всього рукопису, а потім його обробкою шляхом внесення доповнень та виправлень.
Вибіркове викладення матеріалів в основному застосовується дослідниками-експериментаторами. Як тільки зібрані фактичні дані, автор починає обробку матеріалів у будь-якому зручному для нього порядку. У науковій практиці найбільшого поширення набув цілісний прийом викладення наукових матеріалів.
На етапі роботи над рукописом вже з самого початку бажано виділяти основні композиційні елементи: вступ, основну частину, висновки та пропозиції; бібліографічний список використаних джерел; додатки.

## Впровадження наукових досліджень

### Апробація та оприлюднення результатів наукового дослідження
Основними формами апробації наукових досліджень є обговорення їх на семінарах, конференціях, оприлюднення та експериментальне впровадження.
Колективне обговорення роботи звичайно проводиться в колективі, де виконувалась НДР, — на засіданнях кафедри, лабораторії, відділу, науково-технічної ради залежно від особливостей теми (ступеня її новизни, складності, комплексності та значущості). До участі в обговоренні бажано залучати провідних спеціалістів, які є знавцями в питаннях, що обговорюються. Учасників обговорення потрібно попередньо ознайомити з планом, основними положеннями теми, висновками та рекомендаціями. Усне повідомлення без попереднього ознайомлення учасників обговорення з основними матеріалами є малоефективним.
Однією з найбільш ефективних форм колективного обговорення є наукова дискусія. Від учасників дискусії вимагаються активність, вміння бачити позитивні сторони праці, що обговорюється, чітко формулювати суть помилок і недоліків, вказувати можливі шляхи їх виправлення, толерантність у відстоюванні своєї позиції.
Наукові семінари. Науковий семінар є специфічною формою колективного обговорення наукових проблем, яка забезпечує умови для розвитку мислення через дискусію. Керує науковим семінаром провідний вчений, який активно і плідно працює в галузі науки. Традиційно на розгляд учасників наукового семінару виносять одну або декілька доповідей, для чого заздалегідь призначають доповідачів. У процесі обговорення доповіді доцільно призначати двох опонентів з учасників семінару. Опоненти попередньо ознайомлюються з доповіддю, вивчають літературу за темою доповіді і дають розгорнуту аргументовану оцінку при обговоренні.
Конференції (форуми, симпозіуми). Під конференцією розуміють збори, наради представників наукових, громадських та інших організацій для обговорення і розв'язання певних питань. Конференції можуть проводитися на різних рівнях (вузівські або міжвузівські, міські, регіональні, всеукраїнські, міжнародні); з різним контингентом учасників (науковці, практики, представники громадськості, представники владних структур і т. ін.); з різним змістом питань, що виносяться на обговорення (наукові; науково-практичні; практичні) тощо. Конгрес — це з'їзд або нарада з широким представництвом переважно міжнародного характеру.
Студентські конференції. Залучення студентів до участі у конференціях дозволяє розвивати ініціативу, активність і самостійність та виховує відповідальність перед колективом. При її проведенні студенти привчаються працювати над додатковою літературою, удосконалюють навички логічного викладення матеріалу, вміння грамотно та послідовно пояснити матеріал теми.
Оприлюднення результатів наукових досліджень може здійснюватись у формі: публікації статей у фахових виданнях, тез виступів на конференціях, семінарах, симпозіумах, нарадах, круглих столах тощо, опублікування наукової монографії.
Особливою формою оприлюднення є автореферати кандидатських і докторських дисертацій. Експериментальне впровадження, тобто впровадження як елемент самого дослідження, необхідно вирізняти від впровадження, яке здійснюється після завершення роботи. Перше передбачає не тільки удосконалення практики, але й перевірку, уточнення і розвиток теорії та методики, відпрацювання рекомендацій. Друге передбачає впровадження відпрацьованих, готових, перевірених результатів, тобто перш за все удосконалення практичної діяльності, що не виключає, звичайно, в подальшому доробки та удосконалення впровадженої НДР.

### Впровадження результатів наукових досліджень
Результативність дослідження значною мірою визначається ступенем реалізації його результатів, тобто впровадженням. Впровадження завершених наукових досліджень — заключний етап НДР. Впровадження — це передача замовнику НДР наукової продукції (звіти, інструкції, методики, технічні умови, технічний проект тощо) у зручній для реалізації формі, що забезпечує техніко-економічний ефект.
Необхідно відмітити, що НДР перетворюється в продукт лише з моменту її споживання замовником. Отже, впровадження завершених наукових досліджень полягає в передачі наукових результатів у практичне використання.
Основними результатами наукових досліджень є такі:
- теоретичні результати (визначення/уточнення термінології, виявлення властивостей об'єктів, що досліджувались, закономірностей їх взаємодії з іншими явищами тощо);
- методологічні або методичні результати (розроблення методик обліку, аналізу, контролю, оцінки об'єктів, що досліджувались, а також методики з організації та управління тощо);
- прикладні (практичні) результати (застосування розроблених класифікацій, методик, алгоритмів і т. ін. в процесі обліку, аналізу, контролю, оцінки, організації, управління діяльністю окремої організації, підприємства, групи підприємств, галузі тощо).

Основними рівнями впровадження результатів наукових досліджень є такі:
- міжнародний (наднаціональний)
- державний (прийняття результатів наукових досліджень державними органами влади — Верховною Радою України, Кабінетом Міністрів України тощо);
- регіональний (прийняття результатів наукових досліджень регіональними структурами);
- галузевий (прийняття результатів наукових досліджень галузевими структурами);
- окреме підприємство (впровадження результатів у практику роботи конкретного підприємства);
- у навчальний процес (використання результатів наукових досліджень у навчальному процесі — при формуванні навчальних програм, планів, написанні лекцій, навчальних посібників, підручників тощо).

Впровадження наукових досліджень у практику роботи підприємств, як правило, складається з двох стадій: дослідно-виробничого впровадження та серійного впровадження (впровадження досягнень науки, нової техніки, нової технології). Як би ретельно не проводились НДР у науково-дослідних організаціях, вони не можуть урахувати різні, часто випадкові фактори, що діють в умовах виробництва. Тому наукове розроблення на першій стадії впровадження потребує дослідної перевірки у виробничих умовах.
Після дослідно-виробничого впровадження нові матеріали, конструкції, технології, рекомендації, методики впроваджують у серійне виробництво як елементи нової техніки. На цьому, другому, етапі науково-дослідні організації не беруть участі у впровадженні. Вони можуть на прохання організації, що проводить впровадження, надавати консультації або не-значну науково-технічну допомогу.
Після впровадження досягнень науки у виробництво складають пояснювальну записку, до якої додають акти впровадження та експлуатаційних випробувань, розрахунок економічної ефективності, довідки про річний обсяг впровадження для включення економії, що буде отримана, в план зниження собівартості, протокол часткової участі організацій у розробленні та впровадженні, розрахунок фонду заробітної плати та інші документи.
Впровадження результатів НДР фінансують організації, які його здійснюють.
Наукова діяльність має багатоаспектний характер, і її результати, як правило, можуть використовуватися у багатьох сферах економіки протягом тривалого часу.

## Ефективність наукових досліджень
Наука є найефективнішою сферою капіталовкладень. У світовій практиці заведено вважати, що прибуток від капіталовкладень у науку є набагато більшим, ніж прибуток у інших галузях економіки. За даними закордонних спеціалістів, на один долар витрат на науку прибуток на рік становить 4 — 7 доларів і більше. В Україні на 1 грн, що була витрачена на НДР та ДКР, прибуток також є досить великим і становить в середньому 3 — 8 грн.
Проте про ефективність досліджень можна судити лише після їх успішного завершення та впровадження, тобто тоді, коли вони починають давати віддачу для національної економіки. Велику роль відіграє фактор часу. Тому час розроблення прикладних тем, по можливості, повинен бути найкоротшим. Найкращий термін — до трьох років. Для більшості досліджень ймовірність отримання ефекту в економіці перевищує 80 %.
У найзагальнішому випадку під ефектом розуміють результат зіставлення нового стану
явища після досягнення продиктованих потребами суб'єкта цілей з якістю його початкового
стану. Результатом НДР є досягнення наукового, науково-технічного, економічного, фінансово-економічного, соціального та екологічного ефектів.
Науковий ефект характеризується приростом кількості і якості інформації або суми
знань у певній галузі науки.
Науково-технічний ефект пов'язаний з аналогічним приростом науково-технічної інформації і характеризує можливість використання результатів виконаних досліджень в інших НДР і ДКР, спрямованих на створення нової продукції або технології.
Економічний ефект відображає результат перевищення доходів від впровадження результатів НДР над витратами на їх здійснення.
Фінансово-економічний ефект разом з економічним ефектом передбачає поліпшення кінцевого стану організації щодо її фінансової стійкості, ліквідності, платоспроможності (поліпшення структури активів і пасивів, підвищення здатності розраховуватися за зобов'язаннями, приріст власного капіталу).
Соціальний ефект відображає поліпшення якості життя людей, що адекватно зростанню
доходів працівників, забезпеченню їх зайнятості, підвищенню кваліфікації, поліпшенню
умов праці, скороченню травматизму і кількості випадків професійних захворювань, поліпшенню соціальної захищеності.
Екологічний ефект означає зниження антропогенного впливу на навколишнє природне
середовище у результаті впровадження НДР.
Ефективність досліджень — це характеристика сукупності отриманих наукових, економічних і соціальних результатів. Зіставлення отриманих результатів з витратами на їх досягнення характеризує ефективність дослідження в цілому.
Критеріями ефективності наукових досліджень є такі:
- наукова значущість виконаної роботи;
- обсяг наукової продукції, який вимірюється загальною або середньою кількістю публікацій, що припадають на одного наукового співробітника, виконаних і захищених дисертаційних робіт, завершених тем або зданих звітів тощо;
- економія суспільних витрат.

Під економічною ефективністю наукових досліджень у цілому розуміють зниження
витрат суспільної та живої праці на виробництво продукції в галузі, де впроваджені закінчені
науково-дослідні роботи та дослідно-конструкторські розробки (НДР та ДКР).
Критеріями ефективності праці окремих науковців є такі: публікаційний (сумарна кількість друкованих публікацій, загальний їх обсяг у друкованих аркушах, кількість монографій, підручників, навчальних посібників); економічний (показник продуктивності праці — вироблення в тис. грн кошторисної вартості НДР); новизни розробок (кількість авторських свідоцтв та патентів на винаходи); цитованості робіт (кількість посилань на друковані праці
вченого) тощо. За такими критеріями оцінки роботи науковців можна нормувати їх працю, окремо планувати завдання кожного працівника.
Ефективність роботи науково-дослідної групи або організації оцінюють за кількома
критеріями: середньорічним виробітком НДР (ДКР); кількістю впроваджених тем; економічною ефективністю від впровадження НДР (ДКР); загальним економічним ефектом; кількістю одержаних патентів на винаходи; кількістю проданих ліцензій або валютною виручкою.
Економічний ефект від впровадження — основний показник ефективності наукових досліджень. Ефект від впровадження розраховують за весь період, починаючи від часу розроблення теми до одержання віддачі. Звичайно час такого періоду становить кілька років.
Рівень новизни прикладних досліджень та розробок характеризується критерієм новизни Кнов, тобто числом завершених робіт, за якими одержані патенти на винаходи. Критерій новизни вимірюється абсолютним числом авторських свідоцтв і патентів. Разом з тим більш об'єктивними є відносні показники, наприклад, кількість авторських
свідоцтв і патентів, що віднесена до визначеної кількості робітників даного колективу (до
100 або до 1000) або до числа тем, що розробляються колективом і за якими потрібно оформлювати та патенти.
Економічний ефект від впровадження НДР розраховується за типовими методиками розрахунку ефекту від впровадження нововведень. Вирізняють три види економічного ефекту: попередній, очікуваний та фактичний.
Попередній економічний ефект встановлюють при обґрунтуванні теми наукового дослідження та включення її до плану робіт. Розраховують його за орієнтовними, укрупненими
показниками з урахуванням обсягу впровадження результатів досліджень.
Очікуваний економічний ефект розраховують у процесі виконання НДР. Його умовно
відносять (прогнозують) до визначеного періоду (року) впровадження НДР у виробництво.
Очікуваний ефект розраховують не тільки на один рік, але і на більш тривалі періоди (інтегральний результат). Орієнтовно такий період становить до 10 років від початку впровадження для нових матеріалів та до 5 років для конструкцій, приладів, технологічних процесів.
Очікуваний економічний ефект розраховують організації, які виконують наукові розробки.
Фактичний економічний ефект визначається після впровадження наукових розробок у
виробництво, але не раніше ніж через 1 рік. Розрахунок його виконують за фактичними витратами на наукові дослідження та впровадження з урахуванням конкретних вартісних показників даної галузі (підприємства), де були впроваджені наукові розробки. Фактичний економічний ефект розраховують підприємства, на яких здійснюється впровадження результатів НДР.
Фактичний економічний ефект є найбільш достовірним критерієм економічної ефективності виконання НДР.

### Книги
- Методологія наукових досліджень: Підручник. / Білуха М. Т. — Київ: АБУ, 2002.— 480 с.
- Білецький В. С.  Методологія наукових досліджень технічних об᾽єктів та їх оптимізація (Навчальний посібник), Нац. техн. ун-т «Харків. політехн. ін-т». — Київ: ФОП Халіков Руслан Халікович, 2023. — 118 с.

### Журнали
- Research Synthesis Methods